# بيت (شعر اللغات الشرقية)
البيت هي وحدة قياس وزنية للشعر العربي والأذربيجاني والعثماني والفارسي والبنجابي [الإنجليزية] والسندي [الإنجليزية] والأردي [الإنجليزية].
في الشعر العربي، البيت هو سطر واحد مقسم إلى نصفين متساويين في الطول، يحتوي كل منهما على حرفين أو ثلاثة أو أربعة، أو من 16 إلى 32 مقطعًا لفظيًا. في الشعر الفارسي والتركي والأردي، أصبحت كلمة بيت تشير إلى سطرين (مثل البيت الشعري، على الرغم من أن سطري البيت الفارسي أو التركي أو الأردي لا يجب أن يتناغما).
استنتج ويليام ألكسندر كلوستون [الإنجليزية] أن هذا الجزء الأساسي من العروض العربية نشأ مع البدو أو عرب الصحراء، كما هو الحال في تسمية الأجزاء المختلفة من الخط، تسمى إحدى القدمين "عمود الخيمة"، والأخرى "وتد الخيمة"، ويتم تسمية نصفي البيت على اسم طيات أو أوراق الباب المزدوج للخيمة أو "البيت".
من خلال اللغة التركية العثمانية، دخل المصطلح إلى الألبانية باسم bejte وقد أخذ شعراء التقاليد الإسلامية في الأدب الألباني أسماءهم بعد هذه الوحدة الوزنية، والمعروفون باسم كتاب فن المربع، والتي تعني حرفيًا "صانعي الأبيات".